# フロー・モリッシー
フローレンス・エリザベス・J・クレメンタイン（英語: Florence Elizabeth J. Clementine, 1994年12月25日 - ）は、フロー・モリッシー（英語: Flo Morrissey）の名で知られるイギリスのシンガーソングライター。

## 生い立ち
1994年12月25日、イギリスのロンドンに生まれる。

## ディスコグラフィー

### アルバム
- 『Tomorrow Will Be Beautiful』（2015年）
- 『Gentlewoman, Ruby Man』（2017年）[4]
- 『One Mile Upstream』（2024年）

### シングル
- 「Pages of Gold」（2014年）
- 「If You Can't Love This All Goes Away」（2015年）
- 「Show Me」（2015年）
- 「Calm Down」（2020年）
- 「Easy Kind Of Man」（2022年）
- 「Transformation」（2024年）